# Тръстеник (община Девол)
Вижте пояснителната страница за други значения на Тръстеник.
Тръстеник (на албански: Trestenik или Tresteniku) е село в Албания, в община Девол, част от административната област Корча.

## География
Тръстеник е разположено в областта Девол на около 32 километра източно от град Корча и на няколко километра западно от албано-гръцката граница в подножието на най-западните разклонения на планината Корбец над река Девол.

## История
На Етнографската карта на Битолския вилает на Картографския институт в София от 1901 година Тресканик е чисто албанско мюсюлманско село в Корчанската каза на Корчанския санджак с 55 къщи.
Гръцка статистика от 1905 година представя селото като турско – със 170 жители турци. Селото попада в Албания в 1912 година. В 1913 година селото има 401 души население, а в 1920 – 376.
На етническата карта на Костурското братство в София от 1940 година, към 1912 година Тръстеникъ е обозначено като албанско селище.
Селото праща башибозук, който опожарява и разграбва съседните български села по времето на Илинденското въстание.
Георги Христов обозначава на картата си селото като Тръстеник.
До 2015 година селото е част от община Център Билища.

## Личности
Родени в Тръстеник
- Муртеза Абас, арестуван преди април 1904 година, обвинен, че е „убил един християнин, който със стадо овце почнал да бяга по време на събитията при село Смърдеш“, осъден на 15 години каторга, лежал в Корчанския затвор, амнистиран с общата амнистия от 12 април 1904 година[6]